# Nokia 5233
El Nokia 5233 es un teléfono inteligente touchscreen de bajo coste, fabricado por la empresa de tecnología Nokia. Utiliza el sistema operacional Symbian en su versión S60 5th.

## Especificaciones Técnicas
Pantalla
- Posee una pantalla touchscreen resistiva de 3,2 pulgadas, con resolución de 360 pixeles de largo por 640 píxeles de altura,

Reconoce escritura a mano, durante la operación el aparato utiliza la pantalla tanto como método de entrada y de salida, mostrando en esta tanto el teclado QWERTY o numérico, como la vista de menús y las diferentes aplicaciones.

## Cámara
Efectos de tonalidad: 
- Normal
- Sepia
- Negativo
- Blanco y Negro
- Vívido

Equilíbrios de blanco
- Automático
- Soleado
- Nublado
- Incandescente
- Fluorescente

## Imagen
- Cámara digital de 2.0 megapixeles
- Zoom digital de 3x

## Vídeo
- Cámara de video digital con resolución 640x480 pixeles o 640x360 pixeles.
- Grabación a 30 marcos por segundo
- Zum digital de 4x

## Procesador
- Procesador ARM 11 de 434 MHz

## Memoria
- Memoria RAM 128 MB
- Ranura para tarjeta de memoria microSD con hot-swapping de hasta 16 GB
- 70 MB de memoria dinámica interna

## Conectividad
- Bluetooth versión 2.0
- Soporte para MTP (Mobile Transfer Protocol)
- Impresión directa con impresoras de imagen compatibles
- Soporte para sincronización de PC con Nokia Ovi Suite

## Conectores
- Conector microUSB, USB 2.0
- Conector AV Nokia de 3,5 mm

## Aplicaciones
Este modelo es totalmente compatible con aplicaciones Java para telefones celulares y con aplicaciones SIS y SISX, que pueden no ser siempre compatibles por complicaciones de Hardware. Posee calculadora, conversor de unidades, diccionario, reproductor de canciones, reproductor de videos (Real Player), navegador Web, aplicaciones para fácil acceso a redes sociales (Facebook, Myspace, Friendster, Hi5) y la tienda Amazon, entre otros. El Nokia 5230 hace parte de una gama de aparatos Nokia al poseer acesso directo a OVI Store, una tienda de aplicaciones de Nokia, como el Android Market o la iPhone App Store (iTunes Store).